# René Jacquot
René Jacquot (ur. 28 lipca 1961 r. w Toul) – francuski bokser, były mistrz świata WBC oraz Europy EBU w kategorii lekkośredniej.

## Kariera zawodowa
10 kwietnia 1987 r., Jacquot zmierzył się z Yvonem Segorem w pojedynku o mistrzostwo Francji w kategorii lekkośredniej. Jacquot zwyciężył przez techniczny nokaut w 7. rundzie, zdobywając pierwsze trofeum w zawodowej karierze. 19 stycznia 1988 r., Francuz stanął przed wielką szansą na zdobycie mistrzostwa Europy w kategorii lekkośredniej, mając za rywala Luigiego Minchillo, który w pierwszej połowie lat 80. był posiadaczem tego tytułu. Jacquot zwyciężył przez techniczny nokaut już w 4. starciu, zdobywając pas. Jacquot obronił tytuł trzykrotnie w 1988 r., pokonując kolejno Erica Tatona, Erwina Heibera oraz byłego olimpijczyka Romolo Casamonicę.
Do wielkiej szansy Francuza by zostać pierwszym w historii francuskim mistrzem w kategorii lekkośredniej doszło 11 lutego 1989 r. Jacquot zmierzył się we francuskim Palais des Sports z obrońcą tytułu Donaldem Currym. Francuz sprawił ogromną niespodziankę, pokonując jednogłośnie na punkty Amerykanina i zabierając mu pas. Najbardziej prestiżowy magazyn bokserski The Ring uznał porażkę Curry'ego za największą wpadkę w 1989 r., przyznając mu tytuł "Upset of the Year 1989". Jacquot stracił tytuł już w pierwszej obronie, przegrywając 8 lipca 1989 r. z Johnem Mugabim. Walka zakończyła się pechowo dla Francuza, który przegrał już w pierwszej rundzie przez kontuzję kostki, której nabawił się podczas poślizgnięcia na ringu.
Po dwóch wygranych, Jacquot 13 lipca 1990 r. zmierzył się z Terrym Norrisem w walce o mistrzostwo świata WBC w kategorii lekkośredniej. Francuz przegrał bardzo wyraźnie na punkty, będąc liczonym aż trzykrotnie w tym pojedynku. Porażką zakończyła się też kolejna próba Jacquota, ale o pas IBF. 30 listopada 1990 pokonał go Włoch Gianfranco Rosi.